# Coppa del Generalissimo 1952 (pallacanestro maschile)
La Coppa del Generalissimo 1952 è stata la 16ª Coppa del Generalissimo di pallacanestro maschile.

## Coppa della Federazione
Si è giocata una fase preliminare in cui i 18 campioni provinciali sono stati divisi in quattro concentramenti per disputare un turno di qualificazione. I quattro rispettivi vincitori si sono riuniti a Madrid per giocare la Coppa della Federazione spagnola di pallacanestro (in spagnolo Copa Federación Española de Baloncesto). Tutte le partite si sono giocate al Frontón Fiesta Alegre. I primi due accedono alla Coppa FEB. Le partite si sono giocate dal 2 aprile al 4 aprile.
| Pos. | Squadra            | G | V | P | PF  | PS | DP  | Pt |
| ---- | ------------------ | - | - | - | --- | -- | --- | -- |
| 1.   | Peña Valencianista | 3 | 3 | 0 | 106 | 58 | +48 | 6  |
| 2.   | América CB         | 3 | 1 | 2 | 78  | 96 | -18 | 4  |
| 3.   | CB Canarias        | 3 | 1 | 2 | 62  | 67 | -5  | 4  |
| 4.   | Juventus de Bilbao | 3 | 1 | 2 | 62  | 87 | -25 | 4  |

## Coppa FEB
| Pos. | Squadra            | G | V | P | PF  | PS  | DP  | Pt |
| ---- | ------------------ | - | - | - | --- | --- | --- | -- |
| 1.   | Peña Valencianista | 3 | 3 | 0 | 93  | 82  | +11 | 6  |
| 2.   | EN Bazán           | 3 | 2 | 1 | 152 | 75  | +77 | 5  |
| 3.   | UA Ceutí           | 3 | 1 | 2 | 80  | 130 | -50 | 4  |
| 4.   | América CB         | 3 | 0 | 3 | 71  | 109 | -38 | 3  |

## Fase a gironi

### Gruppo I
| Pos. | Squadra            | G | V | P | PF  | PS  | DP  | Pt |
| ---- | ------------------ | - | - | - | --- | --- | --- | -- |
| 1.   | FC Barcelona       | 3 | 3 | 0 | 181 | 96  | +85 | 6  |
| 2.   | CM Pedro Cerbuna   | 3 | 2 | 1 | 122 | 126 | -4  | 5  |
| 3.   | Peña Valencianista | 3 | 1 | 2 | 99  | 136 | -37 | 4  |
| 4.   | Excélsior          | 3 | 0 | 3 | 98  | 142 | -44 | 3  |

### Gruppo II
| Pos. | Squadra       | G | V | P | PF  | PS  | DP  | Pt |
| ---- | ------------- | - | - | - | --- | --- | --- | -- |
| 1.   | GC Covadonga  | 3 | 2 | 1 | 144 | 123 | +21 | 5  |
| 2.   | Águilas SEU   | 3 | 2 | 1 | 86  | 92  | -6  | 5  |
| 3.   | EN Bazán      | 3 | 0 | 3 | 119 | 141 | -22 | 4  |
| 4.   | Liceo Francés | 3 | 0 | 3 | 101 | 94  | +7  | 4  |

## Tabellone
|  | Quarti di finale  | Quarti di finale  | Quarti di finale | Quarti di finale | Quarti di finale |  |  | Semifinali        | Semifinali        | Semifinali        | Semifinali        | Semifinali |  |  | Finale      | Finale      | Finale |  |
|  |                   |                   |                  |                  |                  |  |  |                   |                   |                   |                   |            |  |  |             |             |        |  |
|  | Águilas SEU       | Águilas SEU       | 30               | 39               | 69               |  |  |                   |                   |                   |                   |            |  |  |             |             |        |  |
|  | Real Canoe        | Real Canoe        | 29               | 55               | 84               |  |  | Real Canoe        | Real Canoe        | 23                | 38                | 61         |  |  |             |             |        |  |
|  | Covadonga         | Covadonga         | 36               | 23               | 59               |  |  | Real Madrid       | Real Madrid       | 35                | 61                | 96         |  |  |             |             |        |  |
|  | Real Madrid       | Real Madrid       | 46               | 29               | 75               |  |  |                   |                   |                   |                   |            |  |  | Real Madrid | Real Madrid | 43     |  |
|  | CM Pedro Cerbuna  | CM Pedro Cerbuna  | 46               | 30               | 76               |  |  |                   |                   | Joventut Badalona | Joventut Badalona | 41         |  |  |             |             |        |  |
|  | Joventut Badalona | Joventut Badalona | 50               | 72               | 122              |  |  | Joventut Badalona | Joventut Badalona | 55                | 42                | 97         |  |  |             |             |        |  |
|  | CP San José       | CP San José       | 32               | 39               | 71               |  |  | Barcellona        | Barcellona        | 32                | 40                | 72         |  |  |             |             |        |  |
|  | Barcellona        | Barcellona        | 33               | 41               | 74               |  |  |                   |                   |                   |                   |            |  |  |             |             |        |  |

## Finale
| Arbitri: | Navarro Olcina Luciano Sánchez |

|               |            |           |
| Galíndez 17   | Punti      | 14 Bassó  |
| Freddy Borrás | Allenatori | José Grau |